# 삼성 갤럭시 J1 에이스
삼성 갤럭시 J1 에이스는 삼성 갤럭시 J 시리즈 중 하나로, 삼성전자가 2015년 1월 공개한 저사양 안드로이드 스마트폰이다.

## 색상
- 블랙
- 화이트
- 블루